# Rhagonycha tbllisiana
Rhagonycha tbllisiana là một loài bọ cánh cứng trong họ Cantharidae. Loài này được Svihla miêu tả khoa học năm 1977.